# Orellana la Vieja
Orellana la Vieja település Spanyolországban, Badajoz tartományban. Orellana la Vieja Acedera, Navalvillar de Pela, Orellana de la Sierra, Campanario, La Coronada és Don Benito községekkel határos. Lakosainak száma 2573 fő (2024).

## Népesség
A település népessége az utóbbi években az alábbiak szerint változott:
| Lakosok száma | 3356 | 3207 | 3033 | 3015 | 2955 | 2842 | 2796 | 2693 | 2627 | 2573 |
|               | 2001 | 2004 | 2006 | 2009 | 2011 | 2014 | 2016 | 2019 | 2021 | 2024 |